# Costantino III di Costantinopoli
Costantino III Licude (in greco Κωνσταντίνος Λειχούδης?; Costantinopoli, ... – Costantinopoli, 1063) è stato un arcivescovo ortodosso bizantino, patriarca ecumenico di Costantinopoli dal 1059 fino alla sua morte nel 1063.
Nato a Costantinopoli, fu un allievo di Michele Psello e Giovanni Xifilino. Ascese a elevati incarichi di corte divenendo prima protovestiario e quindi proedros ("presidente") del Senato bizantino e uno dei consiglieri principali degli imperatori MIchele V e Costantino IX. Abate del monastero imperiale dei Mangani, nel 1059 in seguito alle dimissioni di Michele I Cerulario, divenne nuovo patriarca, incarico che tenne fino alla morte.
Considerato un santo dalla Chiesa ortodossa, la sua memoria è celebrata il 29 luglio.
| Controllo di autorità | VIAF (EN) 9689751 · ISNI (EN) 0000 0000 7828 5369 · LCCN (EN) nr89002184 · BNF (FR) cb113447623 (data) |